# Maria Terwiel
Maria Terwiel (officieel: Rosemarie Terwiel; Boppard, 7 juni 1910 - Berlijn-Plötzensee, 5 augustus 1943) was een Duitse vrouw die verzet bood tegen het nationaalsocialistische regime van Duitsland. Ze was een toegewijd katholiek en behoorde tot de kring van Die Rote Kapelle.

## Leven

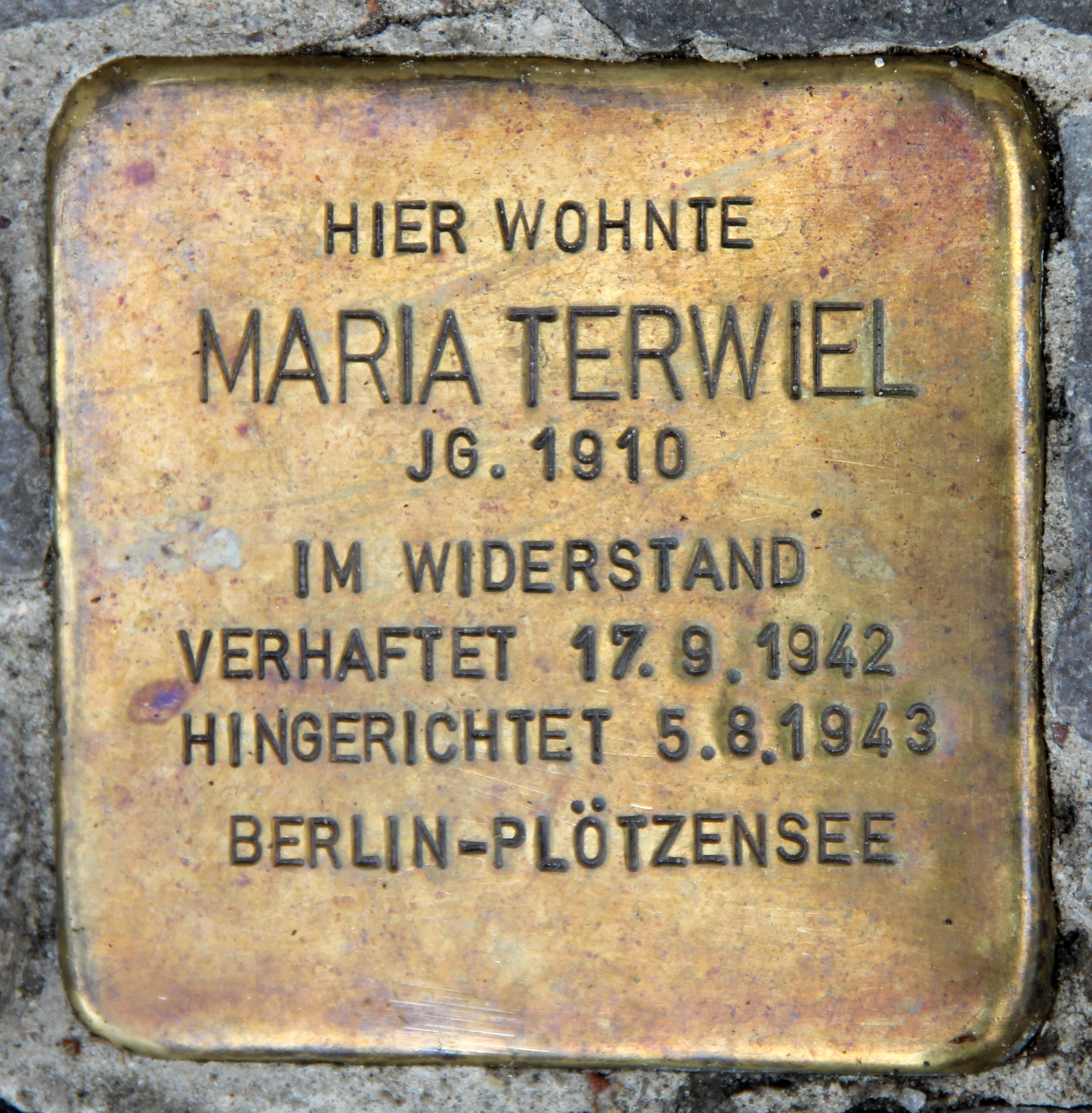
Stolperstein voor Maria Terwiel, Lietzenburger Straße 72, Berlijn-Charlottenburg)

Maria was de dochter van de hoge Pommerse beambte Johannes Terwiel (geboren in 1882 te Rheinberg) en de Joodse Rosa Terwiel. Ze sloot haar bezoek aan het gymnasium in Stettin in 1931 met het Abitur af en vervolgde aansluitend een juridische studie in Freiburg im Breisgau en München. Tijdens de studie leerde ze haar latere verloofde Helmut Himpel kennen. 
Op grond van de Neurenberger wetten gold Maria Terwiel als halfjodin. Dit betekende voor Maria de uitsluiting van een juridisch beroep. Ook was het haar nu verboden om met Helmut Himpel te trouwen. Nadat ze haar studie had afgebroken, keerde ze terug naar haar familie, die intussen in Berlijn woonde. Bij een Duits-Zwitserse textielfirma lukte het Maria een baan te vinden als secretaresse. 
Als gelovig katholiek hielp Maria samen met Hans Helmuth Himpel joden onderduiken, die ze van persoonsbewijzen en levensmiddelen voorzag. Ze kreeg contact met de verzetsgroep Die Rote Kapelle, schreef illegale strooibiljetten en plakte affiches tegen de propagandatentoonstelling Das Sowjetparadies. 
Na haar arrestatie op 17 september 1942 werd Maria Terwiel ter dood veroordeeld door het Reichskriegsgericht. Nadat Adolf Hitler een genadeverzoek had afgewezen, werd Maria op 5 augustus 1943 door onthoofding ter dood gebracht in de strafgevangenis van Plötzensee.
- Gemeinsame Normdatei: 128550163
- International Standard Name Identifier: 0000 0000 2088 7965
- Virtual International Authority File: 30591898